# Verena Lehner
Verena Lehner (* 10. April 1862 als Verena Kaufmann in Gränichen; † 3. Januar 1945 in Windisch AG) war eine Schweizer Bäuerin, Wahrsagerin und Familienfrau aus Suhr im Kanton Aargau. Sie wurde 1929 in einem umstrittenen Schwurgerichtsprozess in Aarau wegen Mordes, Unterschlagung und qualifizierten Betruges zu lebenslänglicher Haft verurteilt.

## Leben
Verena Lehner stammte aus einer einfachen Bauersfamilie. Sie wurde in Gränichen geboren. Ihre Eltern hatten ein kleines Bauerngewerbe. Mit 11 Jahren kam sie nach Wyler, Rosenberg ZH zu einer Familie, die in der Seidenindustrie arbeitete. Mit 14 Jahren arbeitete sie in der Schuhfabrik in Gränichen. Als Jugendliche wurde sie verdingt und arbeitete in einer Industriellenfamilie in Wila ZH. Mit 20 Jahren trat sie in Affoltern am Albis eine Stelle als Dienstmagd an.
1885 heiratete sie Rudolf Lehner von Gränichen AG. Mit diesem hatte sie siebzehn Kinder, wovon eines früh verstarb. Als ihre Mutter zwei Jahre später schwer erkrankte, kehrte sie ins Elternhaus nach Gränichen zurück. Am 29. Juli 1883 bekam sie ein aussereheliches Kind. Die Familie wohnte in Gränichen, wo sie in 16 Jahren zweimal umzogen. 1908 zogen sie von Gränichen nach Suhr. Sie betrieben einen Bauernhof im Rynetel. Daneben arbeitete Rudolf Lehner in einer Brauerei und Verena Lehner in einer Schuhfabrik. Rudolf Lehner soll trinksüchtig gewesen sein.
Um zusätzliches Geld zu verdienen, nahm die Familie ältere Frauen und Männer zur Pflege als Kostgänger auf dem Hof auf. Zwischen 1918 und 1928 soll Verena Lehner sich als Wahrsagerin betätigt haben. Sie legte Menschen von nah und fern Tarotkarten, was ein verbotenes Gewerbe darstellte. Sie selbst gab an, kein Geld dafür angenommen zu haben. Dennoch wurde sie dreimal vor Gericht dafür gebüsst.
Im August 1923 starb ihre Kostgängerin Elisabeth Schmidli unerwartet. Im August 1924 verstarb unerwartet ein weiterer Kostgänger, Adrian Meyer. Fünf Jahre später war Verena Lehner verwickelt in einen Mordfall in Suhr. Eine Frau Dietiker war angeklagt, ihren Gatten vergiftet zu haben. Diese Frau gab an, von Verena Lehner das Gift dazu bekommen zu haben. Bei dieser Gelegenheit kam Verena Lehner in Verdacht, Elisabeth Schmidli und Adrian Meyer vergiftet zu haben.
In der Folge wurde sie nach einem äusserst aufwändigen Schwurgerichtsprozess mit 76 geladenen Zeugen, der Exhumierung der Leichen der beiden Kostgänger und zahlreichen Expertenberichten schuldig gesprochen.
Nach dem Urteil lebte sie 13 Jahre im Frauenflügel der damaligen Strafanstalt Lenzburg, 1943 wurde sie aus gesundheitlichen Gründen in die Klinik Königsfelden verlegt, wo sie am 3. Januar 1945 starb.

## Prozess
Der Schwurgerichtsprozess 1929 in Aarau war ein öffentliches Ereignis. Die zwei Tageszeitungen Freier Aargauer und Aargauer Tagblatt berichteten bereits im Vorfeld äusserst interessiert über den Prozess und seinen Verlauf. Aufgrund der 76 Zeugen und dem grossen Publikumsinteresse fand die Schwurgerichtsverhandlung im Aarauer Rathaus statt.

## Aufarbeitung
In der Region Aarau wird seither immer wieder kontrovers über Leben und Wirken von Verena Lehner diskutiert. Noch Jahrzehnte nach ihrem Tod wurden Mitglieder der weitverzweigten Familie aufgrund ihrer Abstammung von der «Hexe von Suhr» verfemt. Um den Roman Die Wahrsagerin kursieren in Suhr immer wieder Gerüchte. Unter anderem sollen Exemplare des Buches aus der Bibliothek verschwunden sein.

## Rezeption
Die Schriftstellerin Rösy von Känel schrieb wenige Jahre nach Lehners Verurteilung den Roman Die Wahrsagerin, der auf der Biografie Lehners beruht.
Der Lenzburger Autor Kurt Badertscher veröffentlichte 2018 den dokufiktionalen Roman Giftmord. Er basiert auf einer aufwändigen Recherche im Staatsarchiv Aargau und in der Verwandtschaft von Verena Lehner.
Im Februar 2020 kam das Theaterstück verdeckt der Basler Autorin Ariane Koch an der Bühne Aarau zur Uraufführung. Regie führte Olivier Keller. Begleitend zur Uraufführung veranstaltete das Aargauer Tourneetheater eine Gesprächsreihe zu Leben und Rezeption Lehners, die auch von zahlreichen entfernten Verwandten Lehners besucht wurde. Koch beleuchtet Verena Lehners Schicksal aus feministisch-poetischer Perspektive. In 23 nach Tarotkarten benannten Kapiteln montiert sie Möglichkeiten über das Leben von Verena Lehner mit Gedanken, die sich aus einer heutigen Haltung ergeben.
Der Podcastautor und Journalist Pascal Nater veröffentlichte von Januar bis November 2020 neun Episoden des journalistischen Podcasts Die Giftmörderin von Suhr. Er untersucht die historische und aktuelle Rezeption Lehners in der Gemeinde Suhr, in den Medien und vertieft in jeder Episode einen anderen Aspekt von Lehners Biografie. Für den Podcast bekam Nater Teileinsicht in die Krankenakte Verena Lehners aus ihren letzten zwei Lebensjahren in der Klinik Königsfelden, heute Psychiatrische Dienste Aargau. Für den Podcast erhielt Nater den Preis der Gottlieb und Hans Vogt-Stiftung für eine herausragende Recherche im Rahmen des Medienpreises Aargau/Solothurn 2020.
Die Urenkelin Claudia Rüetschi verfasste 2001 zusammen mit ihrer Mitschülerin Seraina Staub eine Seminararbeit im Rahmen des pädagogisch-sozialkundlichen Unterrichtes an der Neuen Kantonsschule Aarau. Sie untersuchten, inwiefern das Schicksal Lehners exemplarisch als Frauenschicksal ihrer Zeit angesehen werden kann.
Die Ururenkelin Ronja Rohr verfasste 2014 eine Maturarbeit in englischer Sprache an der Neuen Kantonsschule Aarau, für den sie den Zusammenhang von Lehners Tätigkeit als Wahrsagerin mit ihrer Verurteilung beim Schwurgerichtsprozess beleuchtete.